# Comuna Kostohrîzove, Oleșkî
Kostohrîzove (în ucraineană Костогризове) este o comună în raionul Țiurupînsk, regiunea Herson, Ucraina, formată din satele Kostohrîzove (reședința) și Podî.

## Demografie
Componența lingvistică a comunei Kostohrîzove
     Ucraineană (89,82%)
     Rusă (9,12%)
     Alte limbi (0,92%)
Conform recensământului din 2001, majoritatea populației comunei Kostohrîzove era vorbitoare de ucraineană (89,82%), existând în minoritate și vorbitori de rusă (9,12%).